# دانيا بيتش
دانيا بيتش (بالإنجليزية: Dania Beach)‏ هي مدينة أمريكية تقع في ولاية فلوريدا. تبلغ مساحة هذه المدينة 16.3 (كم²)،ويبلغ عدد سكانها 29639 نسمة حسب إحصاء سنة 2010 م 29639.

## أعلام
- تمارا جيمس
- داني ماكمانوس
- ريتشارد ليبرتي